# 1625
- Wikisource

| Calendário gregoriano                                                        | 1625 MDCXXV                         |
| Ab urbe condita                                                              | 2378                                |
| Calendário arménio                                                           | 1074 – 1075                         |
| Calendário bahá'í                                                            | -219 – -218                         |
| Calendário budista                                                           | 2169                                |
| Calendário chinês                                                            | 4321 – 4322 Início a 7 de fevereiro |
| Calendário copta                                                             | 1341 – 1342                         |
| Calendário etíope                                                            | 1617 – 1618                         |
| Calendários hindus - Vikram Samvat - Calendário nacional indiano - Cáli Iuga | 1680 – 1681 1546 – 1547 4725 – 4726 |
| Calendário Holoceno                                                          | 11625                               |
| Calendário islâmico                                                          | 1034 – 1035                         |
| Calendário judaico                                                           | 5385 – 5386                         |
| Calendário persa                                                             | 1003 – 1004                         |
| Calendário rúnico                                                            | 1875                                |
| Calendário solar tailandês                                                   | 2168                                |

1625 (MDCXXV, na numeração romana) foi um ano comum do século XVII do actual Calendário Gregoriano, da Era de Cristo, e a sua letra dominical foi E (52 semanas), teve início a uma quarta-feira e terminou também a uma quarta-feira.
| Ano completo                        |
| ----------------------------------- |
| Ano comum com início à quarta-feira |

## Eventos

### Maio
- 1 de maio — Armada luso-espanhola da Jornada dos Vassalos reconquista Salvador na Bahia dos holandeses.

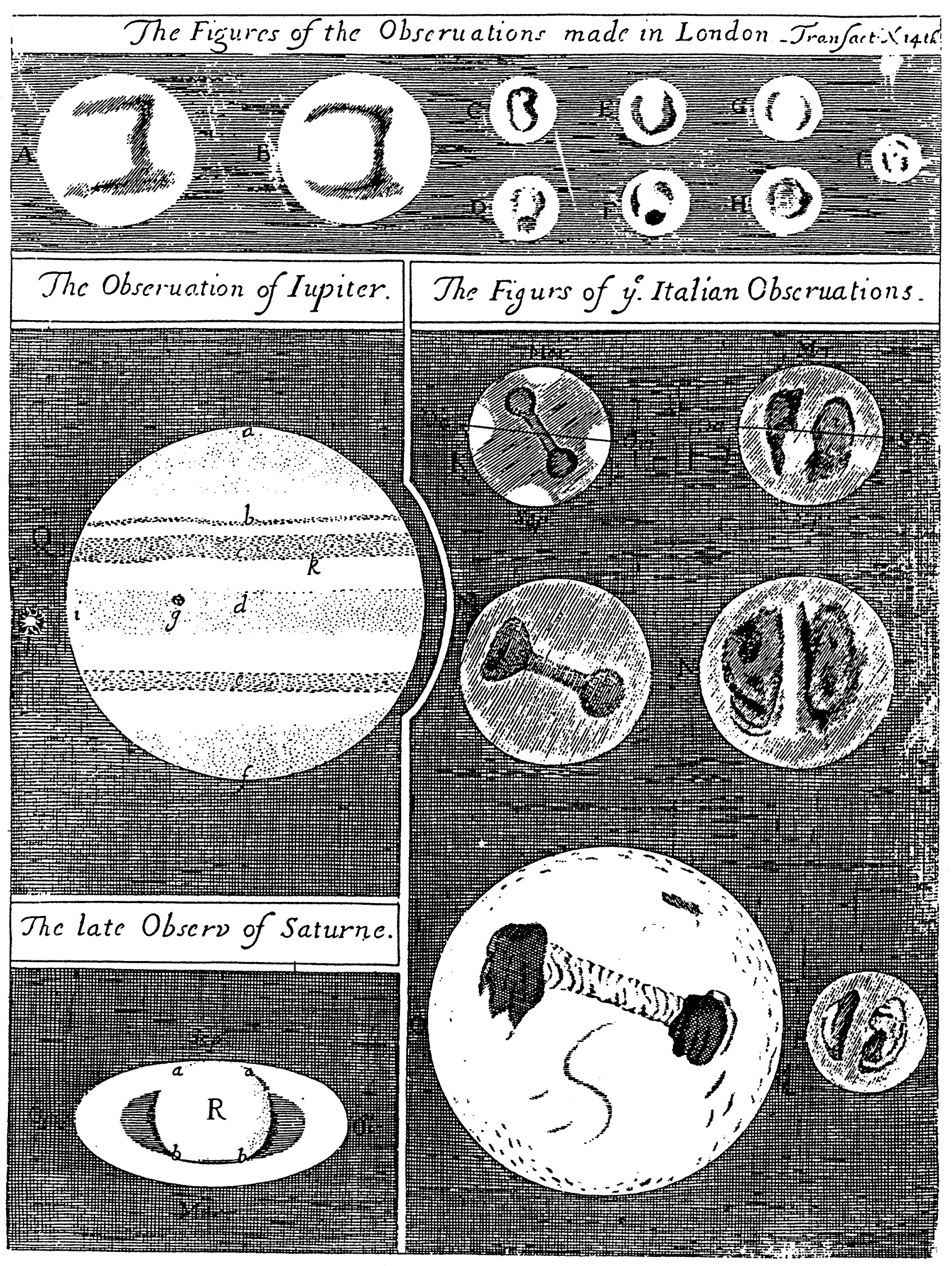
G. D. Cassini - Desenhos de planetas, 1666

## Nascimentos
- 8 de junho - Giovanni Domenico Cassini, astrónomo.
- 25 de Abril - João Frederico de Brunsvique-Luneburgo.

## Mortes
- 7 de abril - Adrianus Spigelius, cirurgião, anatomista e botânico flamengo (n. 1578).
- 23 de abril - Maurício, Príncipe de Orange (n. 1567).
- 8 de dezembro - Cristina de Holstein-Gottorp, esposa do rei Carlos IX da Suécia (n. 1573).